# Hakusensha
Hakusensha, Inc. (株式会社白泉社 Kabushiki Gaisha Hakusensha?) es una editorial japonesa, fundada el 1 de diciembre de 1973 por Shūeisha. Las editoriales Hakusensha, Shūeisha y Shōgakukan pese a ser compañías independientes, forman parte de una misma corporación, el Grupo Hitotsubashi.
En occidente es conocida como una de las mayores editoriales de shōjo, gracias a la publicación de la revista Hana to Yume, la cual se posiciona como la segunda revista con mayores ventas a nivel Japón. Además de sus publicaciones frecuentes, también vende compilaciones de tankōbon.

## Revistas de manga
A continuación se despliega una lista de las revistas de la editorial. El orden es: Título de la revista romanizado (nombre en japonés) — (características y/o detalles).

### Principales revistas Shoujo Manga
- Hana to Yume (花とゆめ) — (shōjo; formato B5; quincenal).
- Za Hana to Yume (ザ花とゆめ) — (shōjo; trimestral)
- LaLa (LaLa) — (shōjo; formato A5; mensual).
- LaLa DX (LaLa DX) — (shōjo; formato A5; mensual)
- Melody (メロディ) — (shōjo; formato B5; bimestral)

### Revistas de mangas Seinen
- Young Animal ( ヤングアニマル) — (seinen; formato B5; quincenal).
- Young Animal ZERO (ヤングアニマルZERO) — (seinen; formato B5; bimensual)

### Revistas de libros ilustrados/ Revistas sobre cuidado infantil
- Kodomoe (Kodomoe (コドモエ)) — (cuidado infantil; formato A4; bimestral)
- MOE (MOE) — (cultura pop; formato A4; mensual)

### Revistas electrónicas
- Hana Yume Ai (花ゆめAi) — (josei; mensual)
- Haremu (ハレム) — (ecchi, erótico; mensual)[4]
- Love Jossie (Love Jossie) — (josei; bimestral)
- Love Silky (Love Silky) — (josei; formato A5; bimestral)
- Shōsetsu Hanamaru (小説花丸) — (yaoi; formato A5; cuatrismestral)

### Revistas descontinuadas
- Ane LaLa
- Bessatsu Hana to Yume (別冊花とゆめ) — (shōjo; formato A5; mensual)[5]

### Imprentas
Hakusensha publica sus libros y manga bajo las siguientes imprentas:
- Hana to Yume Comics
- Jets Comics
- Hakusensha Ladies Comics
- HanaMaru Comics
- Hakusensha Bunko
- HanaMaru Bunko
- HanaMaru Novels
- HanaMaru Black

## Premios
Hakusensha organiza una serie de concursos para ofrecer a los/as aspirantes a mangaka, para así, posteriormente, afiliarlos/as a sus revistas.
Los premios son:
- Hakusensha Athena Shinjin Taishō (白泉社アテナ新人大賞)
- Hana to Yume Mangaka Course, abreviado como HMC
- LaLa Mangaka Scout Course, abreviado como LMS
- LaLa Manga Grand Prix, abreviada como LMG
- Big Challenge Awards, abreviado como BC